# National Hockey League 1944/1945
National Hockey League 1944/1945 var den 28:e säsongen av NHL. 6 lag spelade 50 matcher i grundserien innan Stanley Cup inleddes den 20 mars 1945. Stanley Cup vanns av Toronto Maple Leafs som tog sin 5:e titel, efter finalseger mot Detroit Red Wings med 4-3 i matcher.

## Grundserien
| Nr | Lag                 | S  | V  | O  | F  | GM  | IM  | MS   | P  |
| -- | ------------------- | -- | -- | -- | -- | --- | --- | ---- | -- |
| 1  | Montreal Canadiens  | 50 | 38 | 4  | 8  | 228 | 121 | +107 | 80 |
| 2  | Detroit Red Wings   | 50 | 31 | 5  | 14 | 218 | 161 | +57  | 67 |
| 3  | Toronto Maple Leafs | 50 | 24 | 4  | 22 | 183 | 161 | +22  | 52 |
| 4  | Boston Bruins       | 50 | 16 | 4  | 30 | 179 | 219 | −40  | 36 |
| 5  | Chicago Black Hawks | 50 | 13 | 7  | 30 | 141 | 194 | −53  | 33 |
| 6  | New York Rangers    | 50 | 11 | 10 | 29 | 154 | 247 | −93  | 32 |

## Poängligan 1944/1945
Not: SM = Spelade matcher, M = Mål, A = Assists, Pts = Poäng
| Spelare         | Lag                 | SM | M  | A  | Pts |
| --------------- | ------------------- | -- | -- | -- | --- |
| Elmer Lach      | Montreal Canadiens  | 50 | 26 | 54 | 80  |
| Maurice Richard | Montreal Canadiens  | 50 | 50 | 23 | 73  |
| Toe Blake       | Montreal Canadiens  | 49 | 29 | 38 | 67  |
| Bill Cowley     | Boston Bruins       | 49 | 25 | 40 | 65  |
| Ted Kennedy     | Toronto Maple Leafs | 49 | 29 | 25 | 54  |
| Bill Mosienko   | Chicago Black Hawks | 50 | 28 | 26 | 54  |
| Joe Carveth     | Detroit Red Wings   | 50 | 26 | 28 | 54  |
| Ab DeMarco      | New York Rangers    | 50 | 24 | 30 | 54  |
| Clint Smith     | Chicago Black Hawks | 50 | 23 | 31 | 54  |

## Slutspelet 1945
4 lag gjorde upp om Stanley Cup-pokalen, alla matchserier avgjordes i bäst av sju matcher.
Semifinaler
Montreal Canadiens vs. Toronto Maple Leafs
| Datum   | Hemma               | Mål | Borta               | Mål | Not      |
| ------- | ------------------- | --- | ------------------- | --- | -------- |
| 20 mars | Montreal Canadiens  | 0   | Toronto Maple Leafs | 1   |          |
| 22 mars | Montreal Canadiens  | 2   | Toronto Maple Leafs | 3   |          |
| 24 mars | Toronto Maple Leafs | 1   | Montreal Canadiens  | 4   |          |
| 27 mars | Toronto Maple Leafs | 4   | Montreal Canadiens  | 3   | SD 12.36 |
| 29 mars | Montreal Canadiens  | 10  | Toronto Maple Leafs | 3   |          |
| 31 mars | Toronto Maple Leafs | 3   | Montreal Canadiens  | 2   |          |

Toronto Maple Leafs vann semifinalserien med 4-2 i matcher
Detroit Red Wings vs. Boston Bruins
| Datum   | Hemma             | Mål | Borta             | Mål | Not      |
| ------- | ----------------- | --- | ----------------- | --- | -------- |
| 20 mars | Detroit Red Wings | 3   | Boston Bruins     | 4   |          |
| 22 mars | Detroit Red Wings | 2   | Boston Bruins     | 4   |          |
| 25 mars | Boston Bruins     | 2   | Detroit Red Wings | 3   |          |
| 27 mars | Boston Bruins     | 2   | Detroit Red Wings | 3   |          |
| 29 mars | Detroit Red Wings | 3   | Boston Bruins     | 2   | SD 17.12 |
| 1 april | Boston Bruins     | 5   | Detroit Red Wings | 3   |          |
| 3 april | Detroit Red Wings | 5   | Boston Bruins     | 3   |          |

Detroit Red Wings vann semifinalserien med 4-3 i matcher

## Stanley Cup-final
Detroit Red Wings vs. Toronto Maple Leafs
| Datum    | Hemma               | Mål | Borta               | Mål | Spelplats                   | Not      |
| -------- | ------------------- | --- | ------------------- | --- | --------------------------- | -------- |
| 6 april  | Detroit Red Wings   | 0   | Toronto Maple Leafs | 1   | Detroit Olympia, Detroit    |          |
| 8 april  | Detroit Red Wings   | 0   | Toronto Maple Leafs | 2   | Detroit Olympia, Detroit    |          |
| 12 april | Toronto Maple Leafs | 1   | Detroit Red Wings   | 0   | Maple Leaf Gardens, Toronto |          |
| 14 april | Toronto Maple Leafs | 3   | Detroit Red Wings   | 5   | Maple Leaf Gardens, Toronto |          |
| 19 april | Detroit Red Wings   | 2   | Toronto Maple Leafs | 0   | Detroit Olympia, Detroit    |          |
| 21 april | Toronto Maple Leafs | 0   | Detroit Red Wings   | 1   | Maple Leaf Gardens, Toronto | SD 14.16 |
| 22 april | Detroit Red Wings   | 1   | Toronto Maple Leafs | 2   | Detroit Olympia, Detroit    |          |

Toronto Maple Leafs vann finalserien med 4-3 i matcher

## NHL awards
| 1944–45 NHL awards         | 1944–45 NHL awards                 |
| -------------------------- | ---------------------------------- |
| O'Brien Trophy:            | Detroit Red Wings                  |
| Prince of Wales Trophy:    | Montreal Canadiens                 |
| Calder Memorial Trophy:    | Frank McCool, Toronto Maple Leafs  |
| Hart Memorial Trophy:      | Elmer Lach, Montreal Canadiens     |
| Lady Byng Memorial Trophy: | Bill Mosienko, Chicago Black Hawks |
| Vezina Trophy:             | Bill Durnan, Montreal Canadiens    |

## All-Star
| Första                              | Position | Andra                              |
| ----------------------------------- | -------- | ---------------------------------- |
| Bill Durnan, Montreal Canadiens     | M        | Mike Karakas, Chicago Black Hawks  |
| Butch Bouchard, Montreal Canadiens  | B        | Glen Harmon, Montreal Canadiens    |
| Flash Hollett, Detroit Red Wings    | B        | Babe Pratt, Toronto Maple Leafs    |
| Elmer Lach, Montreal Canadiens      | C        | Bill Cowley, Boston Bruins         |
| Maurice Richard, Montreal Canadiens | HF       | Bill Mosienko, Chicago Black Hawks |
| Toe Blake, Montreal Canadiens       | VF       | Syd Howe, Detroit Red Wings        |
| Dick Irvin, Montreal Canadiens      | Tränare  | Jack Adams, Detroit Red Wings      |